# Enigma Browser
Enigma Browser - це програмне забезпечення, яке являє собою безкоштовний (раніше shareware) веббраузер з MDI-інтерфейсом, побудований компанією Advanced Search Technologies, Inc. на популярному браузерному рушію Microsoft Trident.

## Опис
Enigma Browser використовують ядро Microsoft Trident від популярного браузера Internet Explorer, завдяки чому зберігають повну сумісність з вебресурсами, розробленими під використання цього продукту, а також додає абсолютно нові функціональні можливості.
Зовнішнім виглядом і поведінкою нагадує MyIE2 (зараз Maxthon), може використовувати панелі інструментів, налаштування, плагін и, а також обране від Internet Explorer.
Enigma Browser підтримується роботу з проксі-сервер ами, скіни, має вбудований блокувальник вікон,групи сайтів, інтеграцію з Windows Shell, скрипт и і фільтри, а також MDI-інтерфейс для роботи з декількома вебсторінка ми в одному вікні і надає легке управління ними за допомогою миші.
У цей час розробка проекту не підтримується.

## Особливості
На момент останнього оновлення включав в себе безліч функцій, з яких можна виділити:
- Швидка архітетура завантаження і перегляду вебсторінок.
- Просте управління жестами миші.
- Зміна зовнішнього вигляду інтерфейсу за допомогою скінів.
- Блокування реклами і спливаючих вікон.
- Автозаповнення форм.
- Швидкий пошук.
- Автологін для сторінок.
- Створення та виконання сценаріїв, а також запобігання помилок сценаріїв.
- Онлайн переклад та словники.
- Alias.
- Групи сайтів.
- Видалення всіх слідів перебування в Інтернет е.
- Чорний та білий список фільтрації.
- Можливість включення / вимикання ActiveX, скрипт ів, java-аплет ів, звуки, відео, зображення, flash-анімації та ін
- Вбудовані редактори VBScript/Jscript/HTML/Text.
- Інтернаціональна підтримка.
- Абсолютно безкоштовний, відсутній Adware і Spyware.